# Charles Gleyre
Marc Gabriel Charles Gleyre (Chevilly, 2 de maio de 1806 – Paris, 5 de maio de 1874), foi um pintor suíço que residiu em França na juventude.
Em 1843 assumiu o estúdio de Paul Delaroche onde mais tarde teve por alunos diversos jovens artistas que depois se destacaram, dentre os quais se incluem Claude Monet, Pierre-Auguste Renoir, Alfred Sisley e James Abbott McNeill Whistler.

## Biografia
Gleyre nasceu em Chevilly, perto de Lausanne (Cantão de Vaud). Seus pais morreram quando ele tinha oito ou nove anos de idade, e ele foi criado por um tio em Lião, França, que o enviou para a escola industrial da cidade. Começou sua educação formal sob orientação de Bonnefond, antes de mudar-se para Paris, onde matriculou-se na École des Beaux-Art sob Hersent. Ali participou da Academie Suisse e estudou a técnica da aquarela no estúdio de Richard Parkes Bonington. Em seguida foi para a Itália, onde estabeleceu amizade com Horace Vernet e Louis Léopold Robert.
Foi por recomendação de Vernet que ele foi escolhido pelo explorador estadunidense John Lowell Jr. para acompanhá-lo em suas viagens pelo Mediterrâneo oriental, registrando as cenas e temas etnográficos que encontraram; deixaram a Itália na primavera de 1834 e visitaram a Grécia, Turquia e Egito, onde permaneceram até novembro de 1835, quando Lowell partiu para a Índia. Gleyre então continuou sua viagem pelo Egito e Síria, voltando para França apenas depois de 1838. Retornou a Lião com problemas de saúde - havia sido afetado no Cairo por oftalmia (ou inflamação nos olhos), e pela febre, no Líbano.

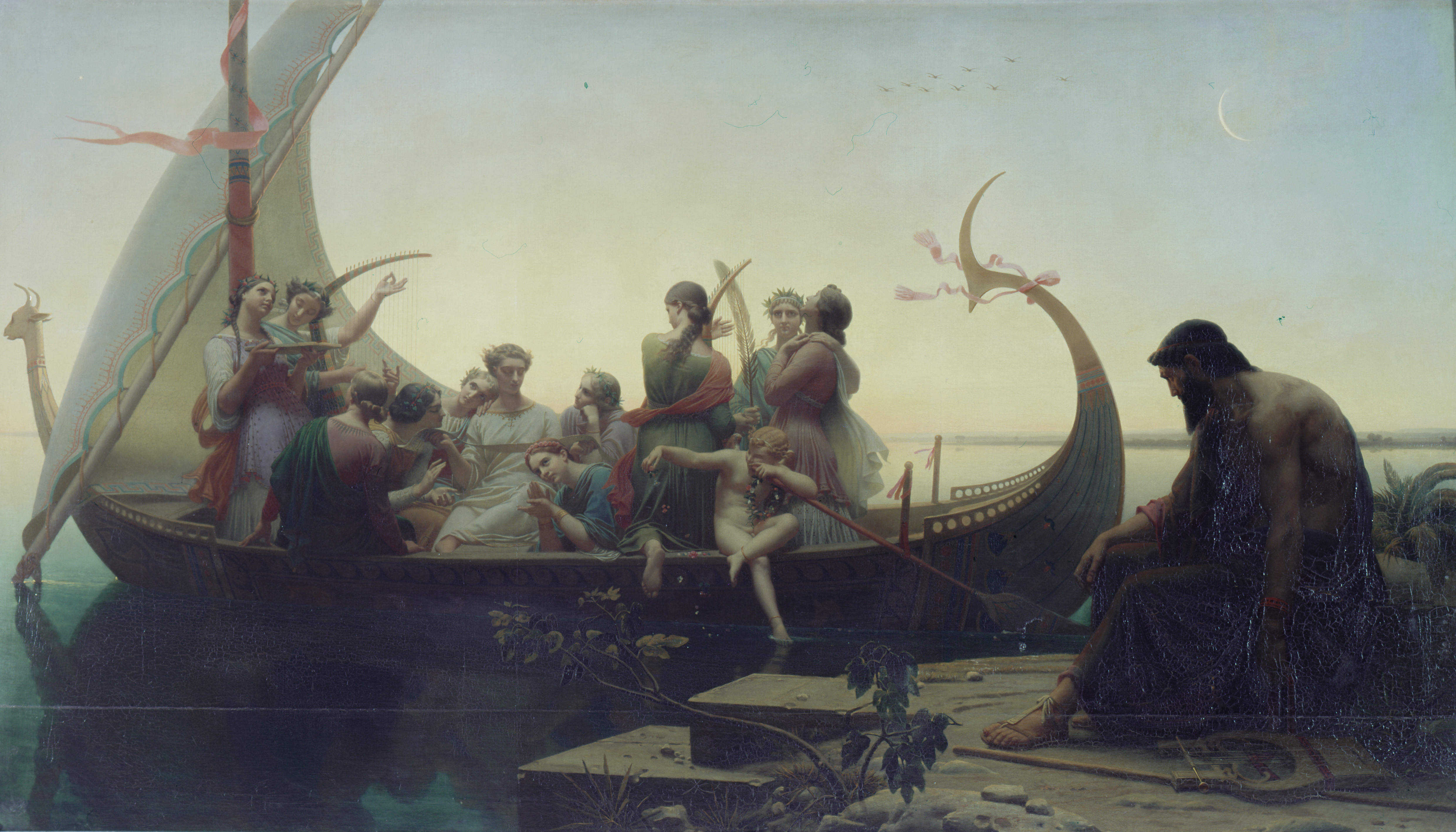
"A Noite" ou "As Ilusões Perdidas", segunda obra popular de Gleyre.

Durante sua recuperação passou por Paris onde, estabelecendo um modesto estúdio na rue de Université, onde começou a cuidadosamente elaborar pinturas com as ideias que vinha conservando em sua mente; neste período pintou dois painéis decorativos ("Diana Saindo do Banho" e "Jovem Núbia") e outros quadros que marcaram o início de sua trajetória que, contudo, não despertaram a atenção pública - o que só ocorreu bem mais tarde quando teve sua carreira verdadeiramente reconhecida quando enviou ao Salão de 1840 a pintura "Visão Apocalíptica de São João". O sucesso se repetiu em 1843 com "Noite", que recebeu uma medalha de segunda classe e mais tarde tornou-se bastante popular sob o título de "As Ilusões Perdidas" - a pintura retrata um poeta sentado na margem de um rio, com a cabeça inclinada e expressão cansada, deixando uma lira deslizar de sua mão descuidadamente enquanto olha tristemente para donzelas que acabam de tocar uma música, num barco que está diante de sua vista.
Apesar do sucesso das primeiras tentativas, Gleyre se afastou das competições públicas e passou o resto de sua vida dedicado aos seus ideais artísticos; depois de 1845, quando exibiu o seu "Separação dos Apóstolos", não mais contribuiu para o Salão, com exceção de "A Dança das Bacantes" de 1849. Apesar disto trabalhou de forma constante e produtiva.
Foi um influente professor, assumindo o estúdio de Delaroche - na época o principal estúdio de ensino privado em Paris, em 1843. Figuraram entre seus alunos Jean-Léon Gérôme, Jean-Louis Hamon, Auguste Toulmouche, Whistler e muitos dos futuros impressionistas: Monet, Renoir, Sisley, e  Bazille. Apesar de particular, não cobrava uma taxa de seus alunos, mas que contribuíssem para o aluguel e o pagamento dos modelos; eles também opinavam na direção da escola.
Embora sua vida fosse afastada das aparições públicas, tinha grande interesse pela política, sendo leitor voraz de revistas desta área; por algum tempo, durante o governo de Luís Filipe, seu estúdio se tornou uma espécie de clube liberal. Foi durante uma visita à "Exposição Retrospectiva", realizada em benefício dos exilados da Alsácia-Lorena que ele morreu, repentinamente, em 5 de maio de 1874. Gleyre nunca se casara.
Deixou inacabado "Paraíso Terrestre", uma pintura que Taine descreveu como "um sonho da inocência, da felicidade e da beleza - Adão e Eva em pé numa paisagem sublime e alegre de um paraíso cercado por montanhas, um contraponto digno da 'Noite'".

## Principais trabalhos
Além das obras já citadas seus principais trabalhos incluem "O Dilúvio", que apresenta dois anjos passando sobre uma terra que começa a ser devastada pelas águas destruidoras; "A Batalha de Lemanus", peça de desenho elaborado, repleto mas não sobrecarregado de figuras, dando expressão a vários grupos de combatentes e fugitivos; "O Filho Pródigo", onde o artista se aventurou ao adicionar à parábola como novo elemento o amor materno ao retratar a mulher saudando o jovem arrependido e mostrando que o coração de mãe se preocupa menos com o arrependimento e mais com a volta do filho; "Rute e Boaz"; "Ulisses e Nausícaa"; "Hércules aos pés de Onfale"; a "Jovem Ateniense", mais conhecida popularmente como "Safo"; "Minerva e as Ninfas"; "Vênus e Adônis"; "Dafne e Cloé" e "Amor e as Parcas". Também legou um considerável número de desenhos e aquarelas, além de uma série de retratos, entre os quais uma face triste de Heinrich Heine, gravura publicada na "Revue des deux mondes" de abril de 1852. No catálogo "Clement" de suas obras estão registrados 683 entradas, incluindo esboços e estudos.